# Энде, Михаэль
Михаэль Андреас Гельмут Энде (нем. Michael Andreas Helmuth Ende; 12 ноября 1929[…], Гармиш-Партенкирхен, Бавария[…] — 28 августа 1995[…], Фильдерштадт, Баден-Вюртемберг) — немецкий писатель, автор ряда произведений для детей, из которых наиболее известна повесть «Бесконечная история». Сын художника Эдгара Энде.
Сегодня сочинения Энде переведены на более чем 40 языков и вышли общим тиражом свыше 20 миллионов экземпляров. По мотивам «Бесконечной истории» сняты одноимённые фильмы. По мотивам сказки «Волшебный напиток» (1989) («Дьявольсконгениальный коктейль») снят популярный мультипликационный сериал «Вуншпунш» (2000). В числе произведений Энде также несколько пьес, романов и повестей. Однако большим успехом пользовались именно сказки.

## Биография
Михаэль Энде родился в семье художника-сюрреалиста Эдгара Энде.
Закончил Вальдорфскую школу в Штутгарте и в дальнейшем с вниманием относился к антропософии (в его личной библиотеке хранилось 179 книг и сочинений Р. Штайнера). В молодости работал театральным актёром.
Публиковаться начал в 1947 году, но известность к нему пришла значительно позже, после публикации таких произведений, как «Джим Пуговка и Машинист Лукас» (1960), «Момо» (1973), «Бесконечная история» (1979).
Энде был женат дважды, но детей у него не было. В канун 1952 года на вечеринке у друзей он познакомился с актрисой Ингеборгой Хоффманн. Они поженились в Риме в 1964 году. Хоффманн оказала большое влияние на творчество и жизнь мужа, часто обсуждая с ним его рукописи. Их брак закончился в 1985 году, когда 63-летняя Хоффманн умерла от тромбоэмболии. Во второй раз Энде женился в 1989 году на японской немке Марико Сато, с которой познакомился ещё в 1976 году. Ещё до замужества Сато перевела несколько книг Энде на японский, а в период с 1977 по 1980 года они перевели на немецкий около десятка сказок Кэндзи Миядзавы.
Михаэль Энде умер в возрасте 65 лет от рака желудка, похоронен на кладбище Вальдфридгоф. Незадолго до смерти общался со своей переводчицей Лилианной Лунгиной, чему посвящена последняя глава её книги «Подстрочник».

## Экранизации
- Джим Баттон (1974—1975) — мультсериал
- Бесконечная история (фильм) (1984)
- Момо (1986)
- Бесконечная история 2 (1989)
- Бесконечная история 3 (1994)
- Сериал The NeverEnding Story (1995) — The Neverending Story (TV series); 2 сезона
- The Real Neverending Story (1999) — компьютерная игра
- Вуншпунш (2000) — мультсериал
- Джим Баттон (2000—2001) — мультсериал (1 сезон)
- Бесконечная история (2001) — сериал (1 сезон)
- Момо[англ.] (2001) — мультфильм
- Джим Пуговка и машинист Лукас (2018)
- Джим Пуговка и чёртова дюжина (2020)

## Награды и премии
- 1960 — Литературная премия города Берлина для юного поколения
- 1961 — Немецкая премия книг для детей
- 1974 — Немецкая премия литературы для детей за роман «Момо»
- 1980 — Премия «Золотой диск» за инсценировку романа «Бесконечная история»
- 1981 — Лауреат Международной литературной премии имени Януша Корчака за роман «Бесконечная история»
- 1989 — Орден «За заслуги перед Федеративной Республикой Германия» в честь 60-летия

## Влияние
Некоторые средства массовой информации связывали появление в 2018 году игры «Момо» с сюжетом одноимённого романа Михаэля Энде.